# Afganistán en los Juegos Mundiales de Chengdu 2025
Afganistán fue uno de los países que compitió en los Juegos Mundiales de 2025 que se celebró en Chengdu, China.
Un único atleta representó a Afganistán en el evento, quien tomó parte en los eventos de muay thai.
Afganistán no logró sumar ninguna medalla.

## Delegación
| N.º | Deporte   | Hombres | Mujeres | Total |
| --- | --------- | ------- | ------- | ----- |
| 1   | Muay thai | 1       | 0       | 1     |
| --- | Total     | 1       | 0       | 1     |

### Muay thai
| Atleta                | Categoría | Cuartos de final  | Cuartos de final | Semifinal | Semifinal | Final     | Final     | Posición  |
| Atleta                | Categoría | Oponente          | Resultado        | Oponente  | Resultado | Oponente  | Resultado | Posición  |
| --------------------- | --------- | ----------------- | ---------------- | --------- | --------- | --------- | --------- | --------- |
| Masculino             |           |                   |                  |           |           |           |           |           |
| Sayed Rohullah Mosawi | -57 kg    | # Dmytro Shelesko | 28:29            | No avanzó | No avanzó | No avanzó | No avanzó | No avanzó |